# Xaveer de Win
Xavier De Win, als auteur doorgaans gespeld Xaveer de Win (8 september 1909 - 28 mei 1975) was een Belgisch classicus, priester, leraar en vertaler van Plato.

## Leven
Na zijn priesterwijding in 1934 werd De Win leraar en vervolgens directeur aan het Sint-Stanislascollege van Berchem. In 1958 kreeg hij de leiding van het Algemeen Secretariaat voor Katholieke Boekerijen en het hoofdredacteurschap van het bijhorende blad de Boekengids. Hij nam in 1970 ontslag om rector te worden in de school Mariagaarde te Westmalle, wat hij bleef tot zijn dood.

## Vertaalwerk
Na een kwart eeuw vertaalarbeid verschenen in 1962-1965 bij Bert Pelckmans van De Nederlandsche Boekhandel de drie banden van De Wins integrale vertaling van het oeuvre van Plato, de eerste in het Nederlandse taalgebied. In drieduizend bladzijden toonde De Win dat hij uitermate vertrouwd was met het Oudgrieks van de filosoof. Ondanks de lange zinnen en de bewuste keuze voor een Vlaams idioom, was dit verzameld werk door zijn nauwkeurigheid decennialang de standaarduitgave. Het werd in vijf delen herdrukt in 1978 en 1980 en gemoderniseerd in 1999 onder leiding van Carlos Steel (tekst vloeiender gemaakt en gij-vorm verlaten). Hoewel begin 21e eeuw beschouwd als verouderd, wordt de reeks nog steeds aanbevolen voor studiedoeleinden.

## Voetnoten
- Digitale Bibliotheek voor de Nederlandse Letteren: win_001
- International Standard Name Identifier: 0000 0000 4271 896X
- Library of Congress Control Number: no2003079385
- Nederlandse Thesaurus van Auteursnamen: 068870647
- Virtual International Authority File: 11999817